# 佐用町立利神小学校
佐用町立利神小学校（さようちょうりつ りかんしょうがっこう）は、兵庫県佐用郡佐用町口長谷にあった公立小学校。卒業後は原則的に佐用町立佐用中学校に進学していた。佐用町立佐用小学校との統廃合が計画されていた。2020年、佐用小学校と統合により廃校となった。

## 沿革

### 経緯
佐用町立利神小学校は、1994年4月1日に、佐用町立長谷（ながたに）小学校、佐用町立石井小学校、佐用町立平福小学校、佐用町立海内（みうち）小学校が統合により開校した。

### 年表

#### 佐用町立長谷小学校
- 1891年 - 長谷尋常小学校が設立される。
- 1913年 - 農業補習学校が併設される。
- 1920年 - 高等科が設置され、長谷尋常高等小学校に改称される。
- 1926年 - 青年訓練所設置される。
- 1941年4月1日  - 長谷国民学校に改称される。
- 1947年4月1日  - 長谷村立長谷小学校に改称される。
- 1950年3月1日 -  佐用町立長谷小学校に改称される。
- 1994年3月31日 - 統廃合により廃校となる。

#### 佐用町立平福小学校
- 1873年 - 利神小学校が設立される。
- 1891年 - 利神尋常小学校に改称される。
- 1895年 - 高等科を設置し、利神尋常高等小学校に改称される。
- 1900年 - 平福尋常高等小学校に改称される。
- 1924年 - 農業補習学校が併設される。
- 1941年4月1日  - 平福国民学校に改称される。
- 1947年4月1日  - 平福町立平福小学校に改称される。
- 1950年3月1日 - 佐用町立平福小学校に改称される。
- 1994年3月31日 - 統廃合により廃校となる。

#### 佐用町立石井小学校
- 1875年 - 松令小学校が設立される。
- 1908年以前 - 石井尋常小学校に改称される[3]
- 1910年 - 高等科が設置され、石井尋常高等小学校に改称される。
- 1925年 - 農業補習学校が併設される。
- 1941年4月1日  - 石井国民学校に改称される。
- 1947年4月1日  - 石井村立石井小学校に改称される。
- 1950年3月1日 -  佐用町立石井小学校に改称される。
- 1994年3月31日 - 統廃合により廃校となる。

#### 佐用町立海内小学校
- 1878年 - 協中小学校として設立される。
- 1902年 - 海内尋常小学校に改称される。
- 1923年 -  高等科を設置し、海内尋常高等小学校に改称される。
- 1924年 - 農業補習学校が併設される。
- 1941年4月1日  - 海内国民学校に改称される。
- 1947年4月1日  - 石井村立海内小学校に改称される。
- 1950年3月1日 -  佐用町立海内小学校に改称される。
- 1994年3月31日 - 統廃合により廃校となる。

#### 佐用町立利神小学校
- 1994年4月1日 - 佐用町立利神小学校が開校する。
- 2020年3月31日 - 佐用町立佐用小学校と統合により廃校

## 教育方針

### 教育目標
夢を持ち、生き生きと活動する児童の育成

### めざす学校像
- 豊かな心を育てる美しい学校
- 楽しさいっぱい、夢をはぐくむ学校
- 地域に根ざし、心の通い合う学校

### めざす児童像
- 思いやりのある、やさしい子
- 自ら学び、よく考える子
- 笑顔いっぱい元気でよくはたらく子

## 通学区域
口長谷、奥長谷、口金近、奥金近、横坂、宗行、平福、延吉、庵、桑野、海内、下石井、上石井、奥海、若洲、水根、峠

## 進学先中学校
- 佐用町立佐用中学校

## 交通
- 智頭急行智頭線平福駅より徒歩16分

## 画像

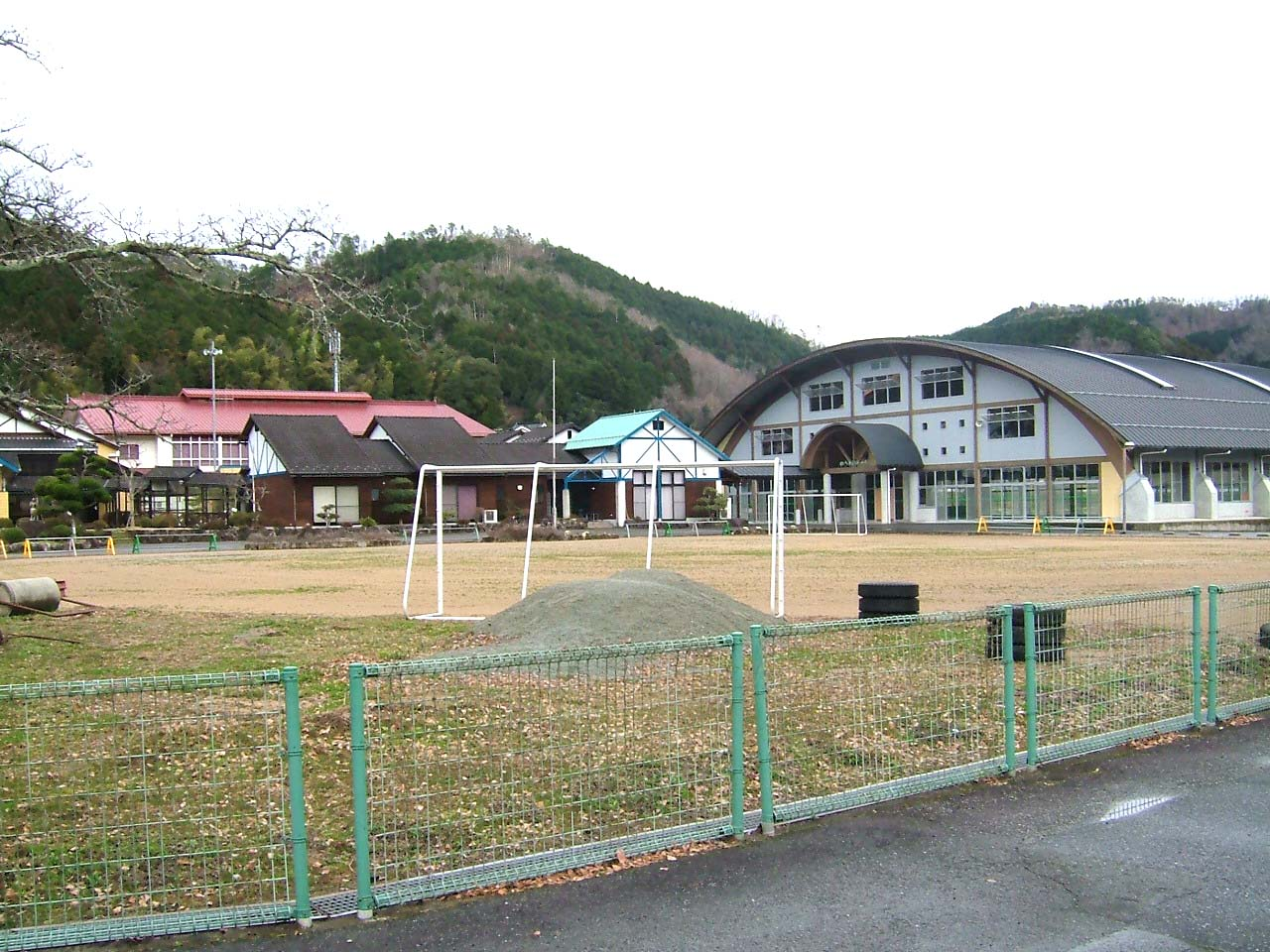
旧石井小学校跡 現：宿泊施設ゆう・あい・いしい
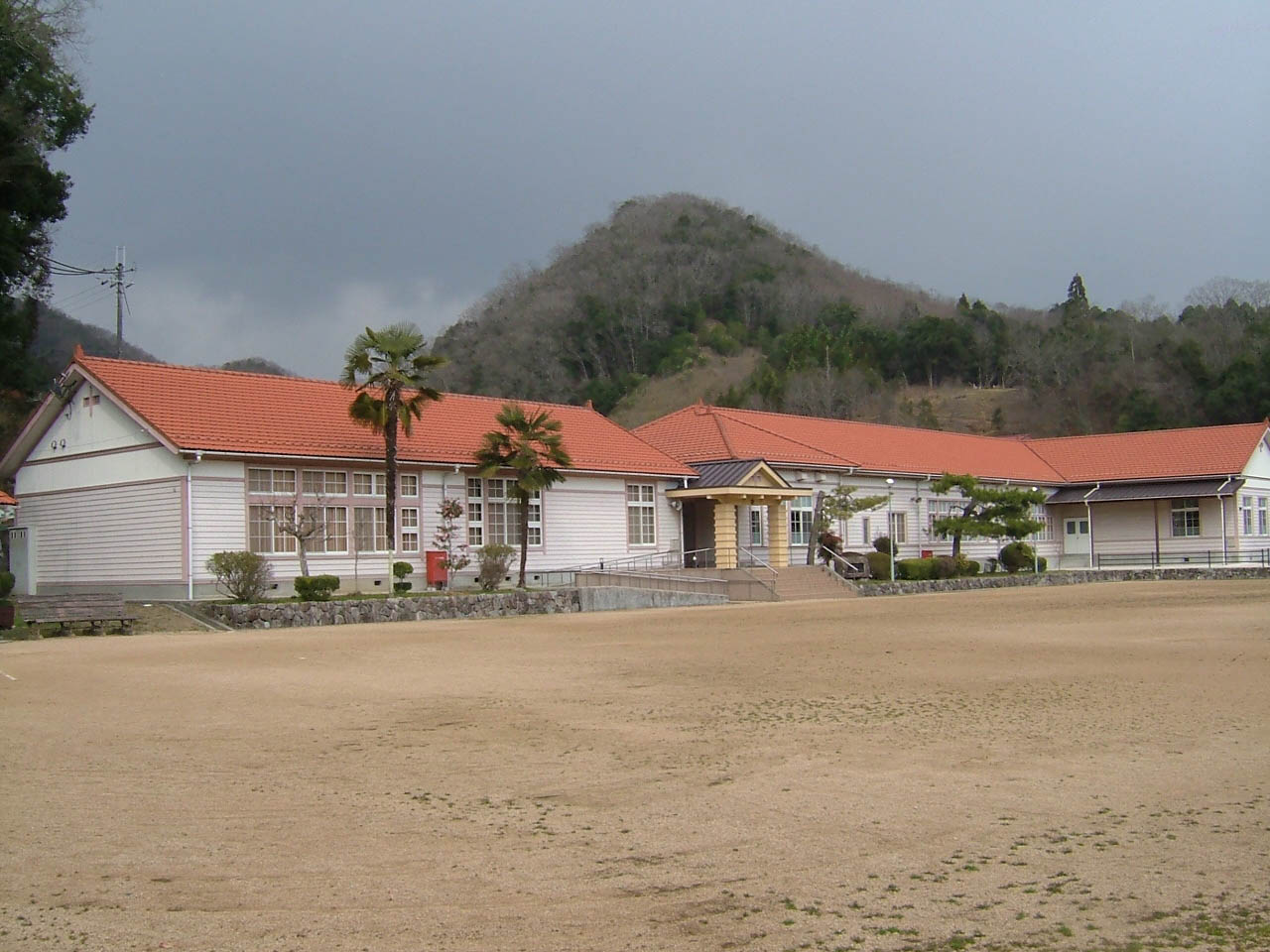
旧長谷小学校 現：長谷地域交流センターふれあい長谷 映画『0からの風』のロケ地
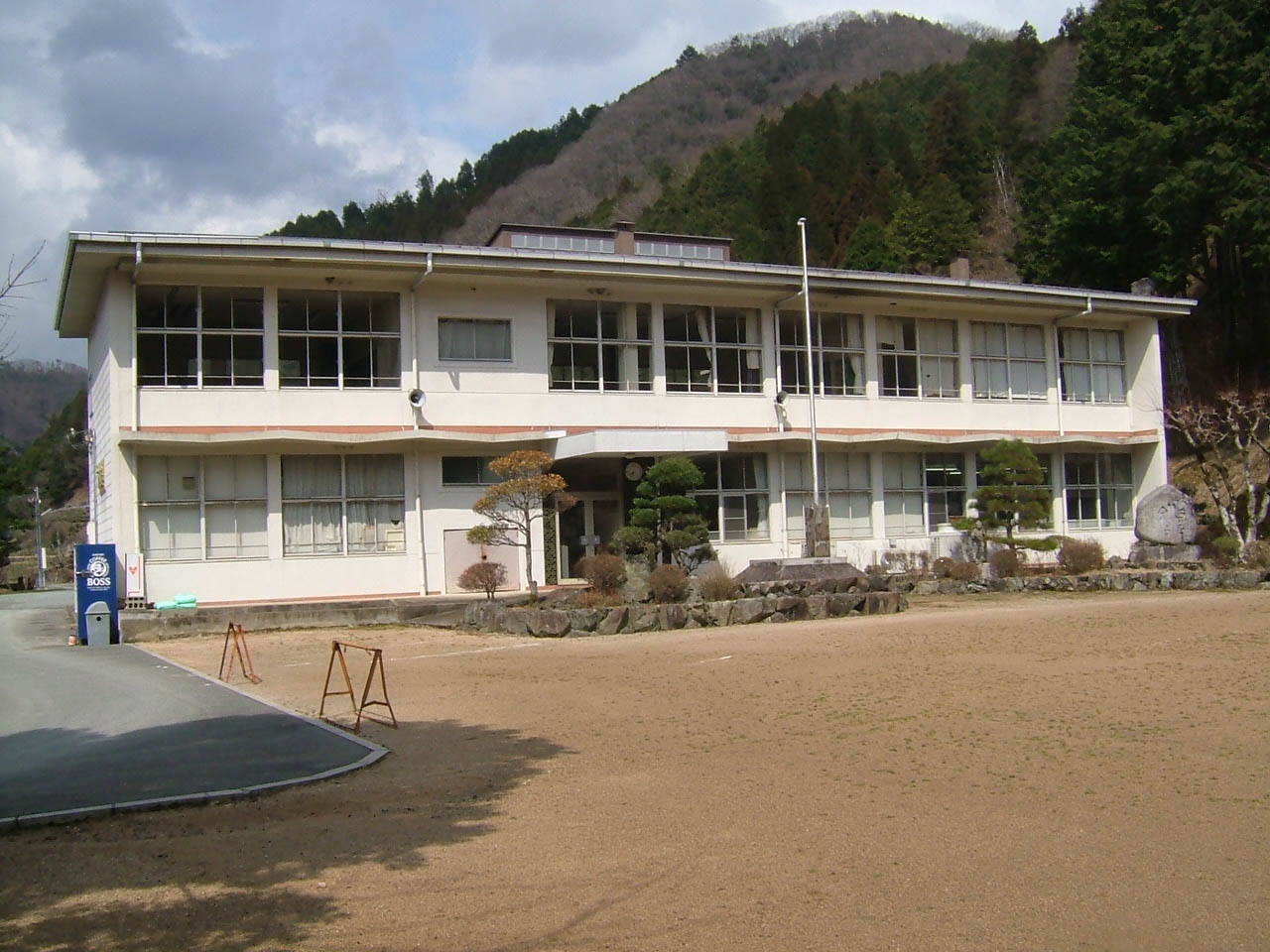
旧海内小学校 現：こんにゃく加工工場
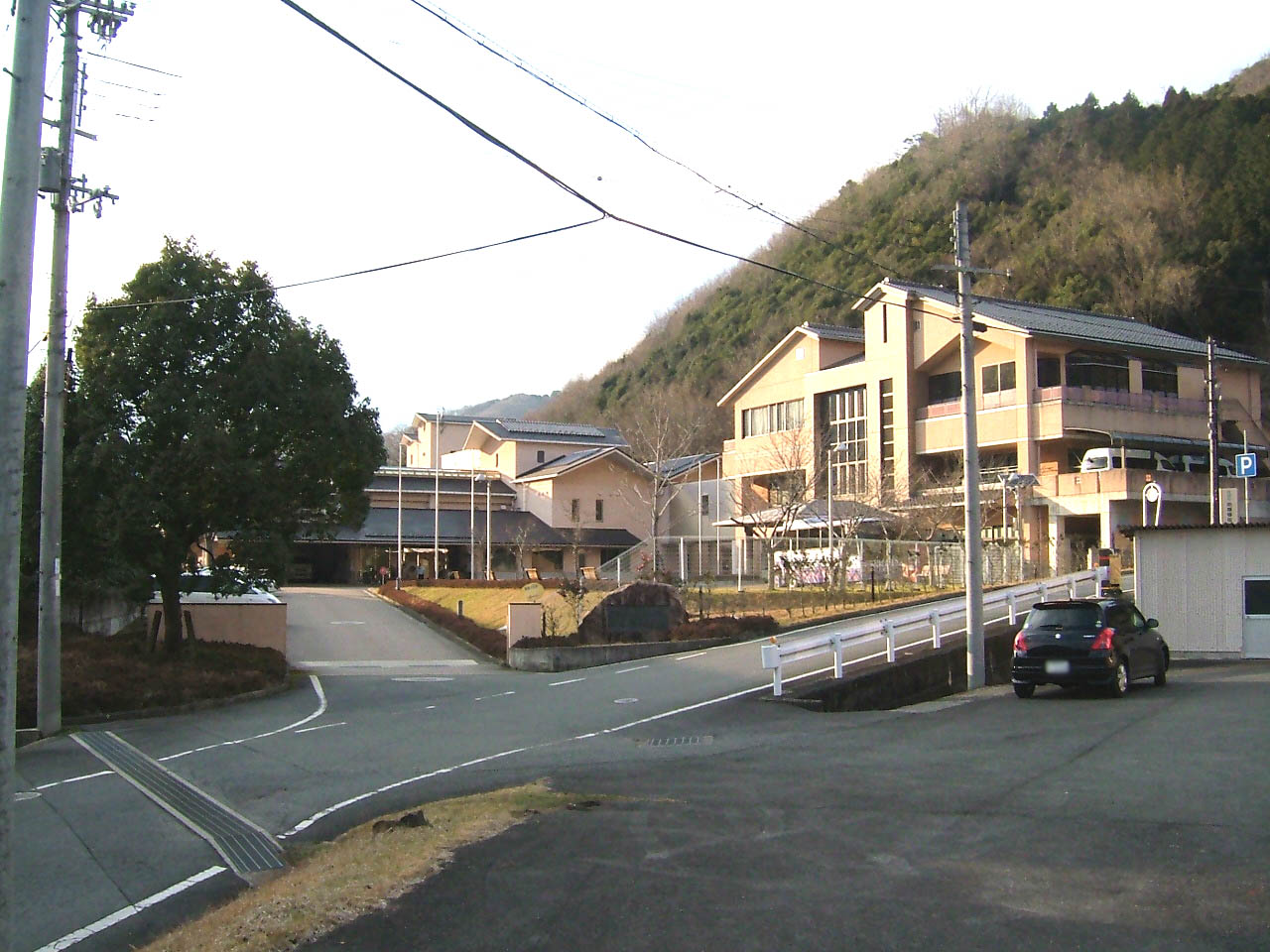
旧平福小学校跡 現：特別養護老人ホーム朝陽ヶ丘荘